# Teorema de Bohr-Mollerup
En l'anàlisi matemàtica, el teorema de Bohr-Mollerup és un teorema anomenat així pels matemàtics danesos Harald Bohr i Johannes Mollerup, que el van demostrar en 1922. El teorema caracteritza la funció gamma, definida per a x > 0 per
{\displaystyle \Gamma (x)=\int _{0}^{\infty }t^{x-1}e^{-t}\,dt}
com l'única funció f  en l'interval x > 0 que alhora cumpleix les següents tres propietats:
- {\displaystyle f(1)=1.\,}
- {\displaystyle f(x+1)=x\,f(x)\ ~{\mbox{per}}\ x>0.\,}
- {\displaystyle \log f\,} és una funció convexa. (O sigui, {\displaystyle f\,} és logarítmicament convexa).

Un tractament elegant d'aquest teorema es pot trobar en el llibre d'Emil Artin «The Gama Function», el qual ha estat reeditat per l'AMS en una col·lecció d'escrits d'Artin.
Com a dada curiosa, el teorema va ser publicat per primera vegada en un llibre d'anàlisi complexa pensant Bohr i Mollerup que ja havia estat demostrat prèviament.

## Demostració
Sigui {\displaystyle \Gamma (x)} una funció amb les propietats s'ha exposat anteriorment: {\displaystyle \Gamma (x+1)=x\Gamma (x)}, {\displaystyle \log {\Gamma (x)}} és una funció convexa, i {\displaystyle \Gamma (1)=1}.
De {\displaystyle \Gamma (x+1)=x\Gamma (x)} podem dir que
{\displaystyle \Gamma (x+n)=(x+n-1)(x+n-2)(x+n-3)\cdots (x+1)x\Gamma (x)}
El propòsit d'haver fet que {\displaystyle \Gamma (1)=1} és garantir que la propietat {\displaystyle \Gamma (x+1)=x\Gamma (x)} ens porti de tornada al factorial dels nombres enters, per la qual cosa es pot concloure que {\displaystyle \Gamma (n)=(n-1)!} si {\displaystyle n\in N} i si {\displaystyle \Gamma (x)} existeix sempre.
Gràcies a la relació escrita per {\displaystyle \Gamma (x+n)}, podem entendre completament el comportament de {\displaystyle \Gamma (x)} per {\displaystyle 0<x\leqslant 1}, i podem entendre el comportament de {\displaystyle \Gamma (x)} per a tots els valors reals de {\displaystyle x}.
El pendent del segment lineal que uneix els dos punts {\displaystyle (x_{1},f(x_{1}))} i {\displaystyle (x_{2},f(x_{2}))}, que denotem amb {\displaystyle S(x_{1},x_{2})}, és estrictament creixent per a una funció convexa {\displaystyle x_{1}<x_{2}}. Atès que vam imposar que {\displaystyle \log {\Gamma (x)}} és convexa, sabem que
{\displaystyle {\begin{aligned}S(n-1,n)&\leq S(n,n+x)\leq S(n,n+1)&&0<x\leq 1\\[6pt]{\frac {\log(\Gamma (n))-\log(\Gamma (n-1))}{n-(n-1)}}&\leq {\frac {\log(\Gamma (n))-\log(\Gamma (n+x))}{n-(n+x)}}\leq {\frac {\log(\Gamma (n))-\log(\Gamma (n+1))}{n-(n+1)}}\\[6pt]{\frac {\log((n-1)!)-\log((n-2)!)}{1}}&\leq {\frac {\log(\Gamma (n+x))-\log((n-1)!)}{x}}\leq {\frac {\log(n!)-\log((n-1)!)}{1}}\\[6pt]\log \left({\frac {(n-1)!}{(n-2)!}}\right)&\leq {\frac {\log(\Gamma (n+x))-\log((n-1)!)}{x}}\leq \log \left({\frac {n!}{(n-1)!}}\right)\\[6pt]\log(n-1)&\leq {\frac {\log(\Gamma (n+x))-\log((n-1)!)}{x}}\leq \log(n)\\x\log(n-1)&\leq \log(\Gamma (n+x))-\log((n-1)!)\leq x\log(n)\\\log \left((n-1)^{x}\right)+\log((n-1)!)&\leq \log(\Gamma (n+x))\leq \log \left(n^{x}\right)+\log((n-1)!)\\\log \left((n-1)^{x}(n-1)!\right)&\leq \log(\Gamma (n+x))\leq \log \left(n^{x}(n-1)!\right)\\(n-1)^{x}(n-1)!&\leq \Gamma (n+x)\leq n^{x}(n-1)!\\[6pt](n-1)^{x}(n-1)!&\leq (x+n-1)(x+n-2)\cdots (x+1)x\Gamma (x)\leq n^{x}(n-1)!\\[6pt]{\frac {(n-1)^{x}(n-1)!}{(x+n-1)(x+n-2)\cdots (x+1)x}}&\leq \Gamma (x)\leq {\frac {n^{x}(n-1)!}{(x+n-1)(x+n-2)\cdots (x+1)x}}\\[6pt]{\frac {(n-1)^{x}(n-1)!}{(x+n-1)(x+n-2)\cdots (x+1)x}}&\leq \Gamma (x)\leq {\frac {n^{x}n!}{(x+n)(x+n-1)\cdots (x+1)x}}\left({\frac {n+x}{n}}\right)\\[6pt]\end{aligned}}}
L'última línia és una gran declaració. En particular, és cert per a tots els valors de {\displaystyle n}. Això significa que {\displaystyle \Gamma (x)} no és més gran que el membre de la dreta per a cada opció de {\displaystyle n} i, de la mateixa manera, {\displaystyle \Gamma (x)} no és més petit que el membre de l'esquerra de cada altra opció de {\displaystyle n}. Cada desigualtat no està relacionada amb l'altra i es pot interpretar com una afirmació independent. A causa d'això, tenim la llibertat de triar diferents valors de {\displaystyle n} per al membre de la dreta i el membre de l'esquerra. En particular, si deixem {\displaystyle n} per al membre dret i seleccionem {\displaystyle n+1} pel de l'esquerra, tenim:
{\displaystyle {\begin{aligned}{\frac {((n+1)-1)^{x}((n+1)-1)!}{(x+(n+1)-1)(x+(n+1)-2)\cdots (x+1)x}}&\leq \Gamma (x)\leq {\frac {n^{x}n!}{(x+n)(x+n-1)\cdots (x+1)x}}\left({\frac {n+x}{n}}\right)\\{\frac {n^{x}n!}{(x+n)(x+n-1)\cdots (x+1)x}}&\leq \Gamma (x)\leq {\frac {n^{x}n!}{(x+n)(x+n-1)\cdots (x+1)x}}\left({\frac {n+x}{n}}\right)\end{aligned}}}
A partir d'aquesta última fila és evident que està delimitant una funció entre dues expressions, una tècnica comuna en l'anàlisi per demostrar diverses coses, com l'existència d'un límit, o una convergència.
Sigui {\displaystyle n\to \infty }: 
{\displaystyle \lim _{n\to \infty }{\frac {n+x}{n}}=1}
per la qual cosa la banda esquerra de l'última desigualtat tendeix a ser igual al costat dret, quan vas al límit, i 
{\displaystyle {\frac {n^{x}n!}{(x+n)(x+n-1)\cdots (x+1)x}}}
representa la delimitació de tots dos membres. Això només pot significar que 
{\displaystyle \lim _{n\to \infty }{\frac {n^{x}n!}{(x+n)(x+n-1)\cdots (x+1)x}}=\Gamma (x).}
En el context d'aquesta demostració, això vol dir que 
{\displaystyle \lim _{n\to \infty }{\frac {n^{x}n!}{(x+n)(x+n-1)\cdots (x+1)x}}}
posseeix les tres propietats especificades, que pertanyen a {\displaystyle \Gamma (x)}. A més, la demostració proporciona una expressió específica per {\displaystyle \Gamma (x)}.
La part final d'aquesta demostració és que cal recordar que el límit d'una seqüència és única. Això vol dir que, per a cada opció de {\displaystyle 0<x\leqslant 1}, només un nombre possible {\displaystyle \Gamma (x)} pot existir. Per tant, hi ha una altra funció amb totes les propietats assignades a {\displaystyle \Gamma (x)}.
Només queda demostrar que {\displaystyle \Gamma (x)} té sentit per a tots {\displaystyle x} per al qual 
{\displaystyle \lim _{n\to \infty }{\frac {n^{x}n!}{(x+n)(x+n-1)\cdots (x+1)x}}}
existeix. El problema és que la nostra primera doble desigualtat 
{\displaystyle S(n-1,n)\leq S(n+x,n)\leq S(n+1,n)}
va ser construït amb la restricció {\displaystyle 0<x\leqslant 1}. Si {\displaystyle x>1}, llavors el fet que {\displaystyle S} és estrictament creixent asseguraria que{\displaystyle S(n+1,n)<S(n+x,n)}, contradient la desigualtat sobre la qual es construeix tota la manifestació. No obstant això, s'observa que 
{\displaystyle {\begin{aligned}\Gamma (x+1)&=\lim _{n\to \infty }x\cdot \left({\frac {n^{x}n!}{(x+n)(x+n-1)\cdots (x+1)x}}\right){\frac {n}{n+x+1}}\\\Gamma (x)&=\left({\frac {1}{x}}\right)\Gamma (x+1)\end{aligned}}}
i això mostra com allargar {\displaystyle \Gamma (x)} a tots els valors de {\displaystyle x} per als que es defineix el límit.